# رؤیای عموجان

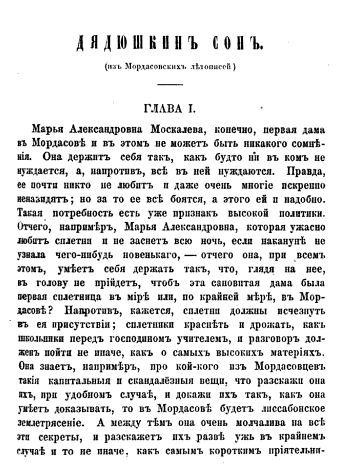
نمایی از اولین چاپ داستان رؤیای عموجان در مجلهٔ «زبان روس» به تاریخ ۱۸۵۹، نسخهٔ شماره ۳

رؤیای عموجان (به روسی: Дядюшкин сон) رمان کوتاهی از فیودور میخائیلوویچ داستایوسکی، نویسنده روس است که در سال ۱۸۵۹ نوشته شده‌است. این رمان کوتاه نخستین داستان داستایوسکی پس از وقفه‌ای طولانی در فعالیت ادبی او است که با آن دوباره به دنیای داستان بازگشت. کتاب در زمان اقامت نویسنده در سمیپالاتینسک نوشته شد و نخستین بار در مجله «زبان روس» (۱۸۵۹، شماره ۳) چاپ شد.

## برگردان فارسی
چهار  برگردان فارسی از کتاب وجود دارد:
- رویای عمو جان، فئودور داستایوفسکی، برگردان آلک قازاریان، انتشارات جامی
- رویای عموجان، فئودور داستایوفسکی، برگردان طوبی مردانی، نشر بهنود
- خواب عموجان، فئودور داستایوفسکی، برگردان میترا نظریان ، نشر ثالث
- خواب دایی‌جان، فیودور داستایفسکی، برگردان عبدالمجید احمدی، نشر مَد